# Chùa Sủi

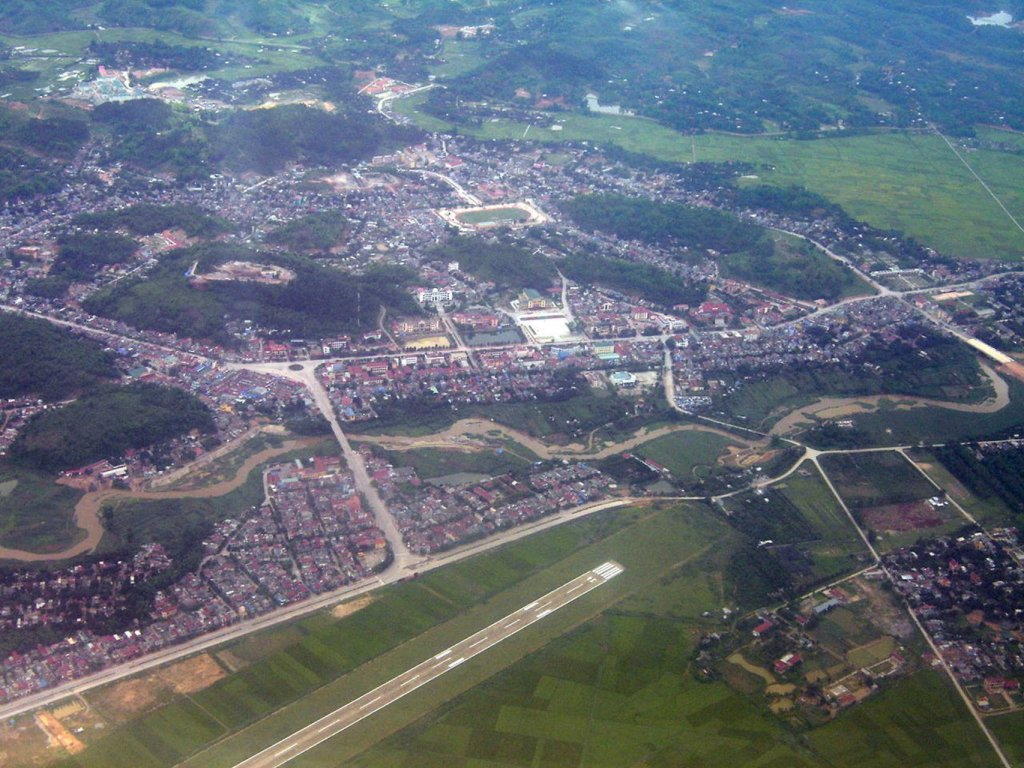
Chùa Sủi

Chùa Sủi có tên là Đại Dương Sùng Phúc tự, là một ngôi chùa cổ tại xã Phú Thị, huyện Gia Lâm, Hà Nội. Thời Lý - Trần, các vua thường qua đây ngủ đêm để ngóng mộng, chờ thông điệp của thánh thần. Hiện tại ở chùa còn 1 chiếc khánh đá hơn nghìn năm tuổi. Sư trụ trì hiện nay là Thượng Toạ Thích Thanh Phương. Chùa vừa được trùng tu lại năm 2006, nằm trong cụm đình-chùa-đền (thờ Ỷ Lan nguyên phi).

## Lịch sử
Chùa Sủi được xây dựng từ rất sớm (không rõ cụ thể năm). Năm 1066, Nguyên phi Ỷ Lan về đây cầu tự sinh thái tử Càn Đức, rồi cho xây dựng lại và hoàn thành vào năm 1115.
Chùa được xây dựng theo hướng phía trước có hình chim Chu Tước, có đường thiên lý thông xuống phía Nam, phía sau có hình chim Huyền vũ, có thôn gồm muôn nhà trấn bên ngoài, bên trái có hình rồng xanh trùng trùng hướng về, bên ngoài có hình hổ cuồn cuộn chầu tới.
Chùa xây theo kiểu chữ Đinh, gồm 7 gian tiền đường, 3 gian hậu cung và hai dãy hành lang (mỗi bên 7 gian), đầu hai hành lang giáp với tiền đường là 2 lầu tám mái treo chuông đồng, khánh đá.
Chùa có số lượng tượng lớn và có niên đại tạo tác từ thế kỷ 17, 18 và 19. Trong số 73 pho tượng cổ có nhiều tượng có giá trị thẩm mỹ cao, tiêu biểu cho nền nghệ thuật điêu khắc Việt Nam thời Lê, Nguyễn. Phong cách tạc tượng mang nhiều nét dân gian, có vẻ đẹp dung dị của nền nghệ thuật dân gian cực thịnh vào thế kỷ 17, 18.
Khánh đá lớn có từ năm Vĩnh Thịnh thứ 21 (1725), chuông đồng lớn treo trên lầu tám mái phía Tây mang niên hiệu Cảnh Thịnh (1800) thời Tây Sơn.
Chùa được trùng tu vào các năm: 1633, 1636, 1701, 1821 , được xếp hạng di tích kiến trúc nghệ thuật ngày 21 tháng 1 năm 1989

## Lịch Đại Trụ trì
- Thiền Sư Đại Điên (thời vua Lý Thánh Tông)
- Thiền Sư Huệ Không Nguyễn Văn Quế, Tiến Công lang Tăng, Tăng Thống Ty Tăng Lục (1641?)
- Thiền Sư Huệ Lâm Trần Khánh Thuận (?1711?)
- Tổ Thiên Phúc, Thiền Sư Thích Thông Tiến (1889-1986) (Thích Thông Tập) (?-1960)
- Cố Đại Lão Hòa thượng, Phó Pháp chủ HDCM, Thích Thanh Bích (1913-2013) - chánh đương gia (1940-1960)
- Thượng tọa Thích Thanh Phương (1973) - trụ trì (2002- nay)

## Mô tả
Từ trung tâm Hà Nội đi qua cầu Chương Dương, qua cầu Chui rẽ phải theo quốc lộ 5, qua Trâu Quỳ 3 km. Chùa được xây dựng cùng với đền Sủi và đình làng Sủi trên một khu đất cao, rộng thành một cụm kiến trúc. Chùa có hai tòa nhà song song với hậu cung đình, với tam bảo hình chuôi vồ, năm gian tiền đường và ba gian hậu cung

## Lễ hội
Lễ hội chùa Sủi, xã Phú Thị, huyện Gia Lâm, thành phố Hà Nội diễn ra vào ngày 3 tháng 3 âm lịch hàng năm. Cũng trong ngày lễ hội này cả thôn Phú Thị (làng Sủi) có tục nặn bánh trôi (chông chênh).